# (18182) Wiener
(18182) Wiener est un astéroïde de la ceinture principale.

## Description
(18182) Wiener est un astéroïde de la ceinture principale. Il fut découvert le 27 août 2000 à l'Observatoire d'Ondřejov par Petr Pravec et Peter Kušnirák. Il fut nommé en honneur de Norbert Wiener, mathématicien américain. Il présente une orbite caractérisée par un demi-grand axe de 2,83 UA, une excentricité de 0,00 et une inclinaison de 1,1° par rapport à l'écliptique.

## Compléments